# Liste der Stolpersteine in Schwalmtal
Die Liste der Stolpersteine in Schwalmtal enthält alle Stolpersteine, die im Rahmen des gleichnamigen Projekts von Gunter Demnig in Schwalmtal verlegt wurden. Mit ihnen soll an Opfer des Nationalsozialismus erinnert werden, die in Schwalmtal lebten und wirkten.
Neben den Stolpersteinen wird in der Gedenkstätte Heil- und Pflegeanstalt Süchteln-Johannistal – Abteilung Waldniel mittels handsignierter Metallplättchen der Opfer gedacht, die dort während des Nationalsozialismus „zu Tode gekommen sind“.

## Verlegte Stolpersteine
- Karte mit allen Koordinaten:
- OSM |
- WikiMap

Hinweise zur Benutzung der Auflistung:
Die Liste führt die verlegten Stolpersteine auf, nennt Namen und Lebensdaten der Person, Ort und Datum der Verlegung, die auf dem Stein zu lesende Inschrift und zeigt jeweils ein Foto des beschriebenen Stolpersteins. Dazu führt die Liste Informationen zur Person auf sowie, in den Fußnoten, auch Informationen zu den genannten verwandten Personen.
- Die Liste ist teils sortierbar gestaltet. Die Sortierung nach dem Alphabet wird durch das Anklicken der beiden Dreiecke in den Spalten erreicht.
- Mit ♁ (Lage) oder der Weltkugel lassen sich die Koordinaten mit Kartendiensten anzeigen.
- Hochgestellte Zahlen im Text bedeuten einen Link: Hochgestellte Zahlen in eckigen Klammern verweisen auf einen Einzelnachweis (Beleg) für die Information.
- Blau hinterlegte Wörter sind als Links zu anderen Wikipediaartikeln oder auch als Links innerhalb dieser Liste hinterlegt.

### Verlegte Stolpersteine im OrtsteilWaldniel
| Adresse                                              | Verlege- datum | Person, Inschrift                                                                                   | Bild | Anmerkung |
| ---------------------------------------------------- | -------------- | --------------------------------------------------------------------------------------------------- | ---- | --- |
| Pumpenstraße 22 ·                                    | 28. Mai 2019   | Hier wohnte Bernhard Cahn Jg. 1874 Deportiert 1942 Theresienstadt 1942 Treblinka Ermordet           |      | Bernhard Cahn wurde am 6. Juni 1874 in Waldniel geboren, als Beruf wird Viehhändler angegeben. Er heiratete Ida Stern (* 25. August 1878), drei Kinder sind bekannt: Helene (* 7. Juni 1905; † 14. Oktober 2006 in Roermond), Rudolf (* unbekannt, Opfer der Shoa) und Helmut (* 21. Juli 1910; † 2. September 1942 in Auschwitz). Bernhard wurde am 25. Juli 1942 ab Düsseldorf (strittig: U.a. diese Quelle nennt Aachen als Ausgangsort des Transports) mit dem Transport VII/2, nr. 339 ins Ghetto Theresienstadt verbracht. Am 26. September 1942 wurde er von dort aus mit dem Transport Br, nr. 595 ins Vernichtungslager Treblinka deportiert, wo er ermordet wurde. |
| Pumpenstraße 22 ·                                    | 28. Mai 2019   | Hier wohnte Ida Cahn Geb. Stern Jg. 1878 Deportiert 1942 Theresienstadt 1942 Treblinka Ermordet     |      | Ida Stern wurde am 25. August 1878 in Gernsbach geboren. Sie heiratete Bernhard Cahn (* 6. Juni 1874), drei Kinder sind bekannt: Helene (* 7. Juni 1905), Rudolf (*unbekannt) und Helmut (* 21. Juli 1910). Ida wurde am 25. Juli 1942 ab Düsseldorf mit dem Transport VII/2, nr. 343 ab Düsseldorf ins Ghetto Theresienstadt verbracht. Am 26. September 1942 wurde er von dort aus mit dem Transport Br, nr. 596 ins Vernichtungslager Treblinka deportiert, wo sie ermordet wurde. |
| Bleichwall 3 ·                                       | 28. Mai 2019   | Hier wohnte Leopold Levy Jg. 1880 Deportiert 1941 Riga Ermordet                                     |      | Leopold Levy wurde am 19. Dezember 1880 als Sohn von Meyer Levy und seiner Ehefrau Carolina Levy, geb. Bonn in Waldniel geboren, zwei Geschwister sind bekannt: Alex Abraham (* 15. Mai 1875) und Henriette (* 20. Oktober 1884). Leopold heiratete Selma Wallach, aus der Ehe gingen drei Kinder hervor: Kurt (* 6. Juli 1909, +1928 Freitod in Aachen), Elisabeth (* 17. November 1913, +15. Dezember 1913 in Waldniel) und Ruth (* 17. November 1913, +1. Dezember 1913 in Waldniel). Gedemütigt und entrechtet (u. a. Ausschluss aus dem "Vaterländischen Frauenverein" des Roten Kreuzes) setzte Selma am 4. Februar 1935 ihrem Leben ein Ende. Leopold heiratete am 29. Januar 1937 Erna Vogel (* 26. Februar 1899), Kinder sind nicht bekannt. Leopold wurde am 11. Dezember 1941 ab Düsseldorf ins Ghetto Riga deportiert, wo er ermordet wurde. |
| Bleichwall 3 ·                                       | 28. Mai 2019   | Hier wohnte Erna Levy Geb. Vogel Jg. 1899 Deportiert 1941 Riga Befreit                              |      | Erna Vogel wurde am 26. Februar 1899 als Tochter von Wilhelm Vogel (* 24. November 1872, +4. Februar 1944 Ghetto Theresienstadt) und seiner Ehefrau Hedwig Vogel, geb. Scholem (* 10. Oktober 1878, +1943 Ghetto Theresienstadt) in Simmern geboren. Sie heiratete am 29. Januar 1937 den Witwer Leopold Levy (* 19. Dezember 1880), Kinder sind nicht bekannt. Erna wurde am 11. Dezember 1941 ab Düsseldorf ins Ghetto Riga deportiert – sie hat überlebt, wurde befreit. |
| Gladbacher Straße 9 (früher: Gladbacher Straße 53) · | 28. Mai 2019   | Hier wohnte Henriette Levy Jg. 1884 Deportiert 1941 Riga Ermordet                                   |      | Henriette Levy wurde am 20. Oktober 1884 als Tochter von Meyer Levy und seiner Ehefrau Carolina Levy, geb. Bonn in Waldniel geboren, zwei Geschwister sind bekannt: Alex Abraham (* 15. Mai 1875) und Leopold (* 19. Dezember 1880). Henriette war ledig; am 11. Dezember 1941 wurde sie ab Düsseldorf ins Ghetto Riga deportiert, wo sie ermordet wurde. |
| Dülkener Straße 37 ·                                 | 28. Mai 2019   | Hier wohnte Alex Abraham Levy Jg. 1875 Deportiert 1942 Theresienstadt 1942 Treblinka Ermordet       |      | Alex Abraham Levy wurde am 15. Mai 1875 als Sohn von Meyer Levy und seiner Ehefrau Carolina Levy, geb. Bonn in Waldniel geboren, als Beruf wird "Viehhändler" genannt. Zwei Geschwister sind bekannt: Henriette (* 20. Oktober 1884) und Leopold (* 19. Dezember 1880). Alex Abraham heiratete Berta Hartoch (* 10. Januar 1886), ein Sohn – Walter (*1929, +unbekannt, überlebt) – ist bekannt. Am 25. Juli 1942 wurde Alex Abraham mit dem Transport VII/2, nr. 636 ab Düsseldorf ins Ghetto Theresienstadt verbracht. Von dort aus wurde er am 26. September 1942 mit dem Transport Br, nr. 646 ins Vernichtungslager Treblinka deportiert, wo er ermordet wurde. |
| Dülkener Straße 37 ·                                 | 28. Mai 2019   | Hier wohnte Berta Levy Geb. Hartoch Jg. 1886 Deportiert 1942 Theresienstadt 1942 Treblinka Ermordet |      | Berta Hartoch wurde am 10. Januar 1886 in Aachen geboren. Sie heiratete Alex Abraham Levy (* 15. Mai 1875), ein Sohn – Walter (*1929, +unbekannt, überlebt) – ist bekannt. Am 25. Juli 1942 wurde Berta mit dem Transport VII/2, nr. 639 ab Düsseldorf ins Ghetto Theresienstadt verbracht. Von dort aus wurde sie am 26. September 1942 mit dem Transport Br, nr. 647 ins Vernichtungslager Treblinka deportiert, wo sie ermordet wurde. |